# Mordella blanchardi
Mordella blanchardi is een keversoort uit de familie spartelkevers (Mordellidae). De wetenschappelijke naam van de soort is voor het eerst geldig gepubliceerd in 1851 door Solier.